# Puente María Pía
El puente María Pía (en portugués: Ponte de D. Maria Pia) es un puente construido entre enero de 1876 y noviembre de 1877 en Oporto, Portugal, para franquear el Duero. Fue el primer puente en arco ferroviario que unió las dos riberas del Duero. Fue diseñado por Théophile Seyrig, socio de Gustave Eiffel, con el que creó la compañía constructora Eiffel et Cie. Se mantuvo en uso hasta 1991, cuando fue reemplazado por el Puente de São João.
| Predecesor: Puente Eads (St. Louis (Misuri)) | Puente en arco más largo del mundo 1877-1884 | Sucesor: Viaducto de Garabit |